# Ante Aračić
Ante Aračić je chorvatský fotbalový obránce, který působí v týmu NK Zmijavci.

## Klubová kariéra
Začínal v rodném Imotském, poté prošel mládeží Hajduku Split. Poté působil pět let v chorvatských nižších soutěžích. V roce 2003 odešel do belgického druholigového Oostende. Odtud přestoupil do bosenského Posušje. Zatím poslední sezonu v Chorvatsku odehrál za tým NK Zmaj Makarska. Od zimy 2006 byl v pražské Slavii, nastoupil v několika zápasech, ale po příchodu spousty nových hráčů do kádru Slavie v létě 2007 se do kádru nevešel, naposledy nastoupil v prvním zápase 2. předkola Ligy mistrů v Žilině. Poté byl přeřazen a následně prodán do belgického týmu FC Brussels, kde se setkal s bývalým spoluhráčem Pavlem Fořtem.